# コン・ティキ
『コン・ティキ』（Kon-Tiki）は、2012年のノルウェーの歴史映画である。監督はヨアヒム・ローニングとエスペン・サンドベリで、1947年のコンティキ号の航海を描いている。トール・ヘイエルダールを演じるのは、ポール・スヴェーレ・ハーゲン。2012年のノルウェー映画では最大のヒット作であり、同国史上最高の製作費がかけられている。
第85回アカデミー賞では外国語映画賞にノルウェー代表として出品され、ノミネートされた。ノルウェー映画の同賞へのノミネートは、史上5例目である。また、第70回ゴールデングローブ賞外国語映画賞にもノミネートされた。ノルウェー映画がアカデミー賞とゴールデングローブ賞に同時にノミネートされるのは、史上初である。

## キャスト
- トール・ヘイエルダール - ポール・スヴェーレ・ハーゲン（日本語吹替：小西克幸）
- ヘルマン・ワッツィンゲル（英語版）・ノルウェー人の技師・冷蔵庫の販売員 - アンドレス・バースモ・クリスティアンセン（英語版）（日本語吹替：櫻井トオル）
- ベングト・ダニエルソン・スウェーデン人の考古学者 - グスタフ・スカルスガルド（日本語吹替：山本兼平）
- エリック・ヘッセルベルグ（ノルウェー語版）・画家でトールのおなさなじみ - オッド・マグナス・ウィリアムソン（英語版）（日本語吹替：鈴木幸二）
- クヌート・ハウグランド（英語版）・ノルウェー人の軍人 - トビアス・サンテルマン（ノルウェー語版）（日本語吹替：清水秀光）
- トルステイン・ロビー（英語版）・ノルウェー人の電信技士・軍人 - ヤーコブ・オフテブロ（ノルウェー語版）（日本語吹替：あべそういち）
- リヴ・ヘイエルダール（トールの妻） - アグネス・キッテルセン（英語版）（日本語吹替：衣鳩志野）

## 撮影
撮影はノルウェー、マルタ、ブルガリア、タイ、アメリカ合衆国、スウェーデン、モルディブで3か月半にわたって行われた。映画製作者は海洋場面をセットではなく本物の海で撮影し、そして実際に海で撮ることによって発生する「独特の難問」が映画を良くすると主張した。

## 公開
2012年8月18日にハウゲスンの第40回ノルウェー国際映画祭でプレミア上映された。
北米では第37回トロント国際映画祭で上映された後、ワインスタイン・カンパニーが配給権を購入した。

### 受賞とノミネート
| 映画祭・賞           | 部門         | 候補                               | 結果       |
| -------------------- | ------------ | ---------------------------------- | ---------- |
| アカデミー賞         | 外国語映画賞 | 『コン・ティキ』                   | ノミネート |
| ゴールデングローブ賞 | 外国語映画賞 | 『コン・ティキ』                   | ノミネート |
| ノルウェー国際映画祭 | 観客賞       | 『コン・ティキ』                   | 受賞       |
| サテライト賞         | 外国語映画賞 | 『コン・ティキ』                   | ノミネート |
| サテライト賞         | 音響賞       | Baard H. Ingebretsen Tormod Ringes | ノミネート |

## 歴史的な正確さ
ストーリーの多くは歴史的に正確だが、脚本家のペター・スカヴランとヨアヒム・ローニングは、2時間の長編映画のストーリーをよりエキサイティングにする必要性を感じて、改変を行っている。
映画の中の、架空の場面は批判をされている。映画評論家Andrew Barkerは以下のようにコメントした。「映画Kon-Tikiの最も驚異的で幻想的な場面は、検証が可能で、最も予測可能である「乗組員たちの日々の争い」が、完全にでっちあげられていることである」。
重要な不正確さとして、キャストに先住民のポリネシア人がいないことがあげられる。ヘイエルダールのFatu Hivaに関する経験を描写したシーンは、ネイティブ・ポリネシア人に似ていないタイのエキストラが登場しており、マルケサス諸島では典型的ではない槍を持っている。また、旧フランス領ポリネシアには存在しない、植物や技術を使った藤かごを編んでいる。
この映画は、ポリネシアにペルーから移民がされたという、ヘイエルダールの理論に焦点を当てているが、ノルウェー人による自民族中心主義な思想を無視している。元来のKon-Tikiの航海は、赤い髪で、皮膚が白く、ひげのある人々によって行われたとされる。ヘイエルダールは、アステカやインカのようなアメリカ大陸の高度な文明は、コロンブス以前の初期のヨーロッパからの航海者によってもたらされた、高度な技術知識の助けを借りて生じたものであるとしている。ヘイエルダールは、これらの白人は最終的にペルーから追い出され、筏で西に逃げたと考えた。
この映画には、「ガラパゴス諸島の巨大渦巻」に吸い込まれることを心配している乗組員がいる。この渦巻はエドガー・アラン・ポーの短編小説「メエルシュトレエムに呑まれて」からイメージされている。9マイル離れた場所から聞こえる轟音の場面は、ポーの小説から直接取り上げられている。ヘイエルダールはガラパゴスの近くの「危険な渦」を知ってはいたが、彼の主な心配は「強い海流」が中米に向かって筏を送り込むことだった。
ノルウェーでは、筏の副隊長だったヘルマン・ワッツィンゲルの人物描写が論争を呼んだ。彼の仕事仲間や親族は、この映画のワッツィンゲルは実際のワッツジンゲルと、肉体的にもまた行動においても、異なっていると語った。ワッツィンゲルを演じた俳優のバズモ・クリスチャンセンは、笑顔で肉体的な違いを認め「ワッツィンゲルは背が高く、日焼して、そして100メートル競走のノルウェーでのユース・チャンピオンだった。彼はまったく僕と違う」と語った。
この映画では、ワッツィンゲルはヘイエルダールの命令に反し、ボートの下のジンベイザメに小さな銛を投げるが、それは実際には、Erik Hesselbergが行ったことだった。
映画のワッツィンゲルは、縄のロープがバルサの丸太を結んでいる能力を心配し、泣ぎながらヘイエルダールに、鋼のケーブルを利用するように頼む。この映画でのワッツィンゲルは、自分の荷物の中にケーブルをこっそり持ち込んでいたが、ヘイエルダールの本にはそのような場面はない。ワッツィンゲルの娘は「私の父は信念を持った男でした。そして、彼はバルサの丸太とロープについては、まったく心配しなかったのです」と語った。ワッツィンゲルと仕事をしたことがあるThor Heyerdahl Jr.は、この映画のワッツィンゲルの描写に対する批判に同意した。
ヘイエルダールの原作からの他の小さな変更点として、この映画では、ペットのオウムがサメに食べられている（実際のオウムは、筏への大きな波でさらわれた）。
また、この映画では、ペルーに到着して筏を建造すると、クルーたちは簡単に米軍に接触して資材を手にいれている。ヘイエルダールは実際は、ペルーへの旅の前にペンタゴンを訪問し、装備を手配していた。